# 1351年
| 千纪： | 2千纪 |
| 世纪： | 13世纪 \| 14世纪 \| 15世纪                                                                                 |
| 年代： | 1320年代 \| 1330年代 \| 1340年代 \| 1350年代 \| 1360年代 \| 1370年代 \| 1380年代                           |
| 年份： | 1346年 \| 1347年 \| 1348年 \| 1349年 \| 1350年 \| 1351年 \| 1352年 \| 1353年 \| 1354年 \| 1355年 \| 1356年 |
| 纪年： | 辛卯年（兔年）；元至正十一年；徐壽輝治平元年；越南紹豐十一年；日本南朝正平六年，北朝觀應二年               |

## 大事记
- 中国
  - 五月，元順帝命工部尚書賈魯治黃河，動用大量民夫，造成不滿。白蓮教主韓山童與與杜遵道、劉福通、羅文素、盛文鬱等人召集河工在潁上（今屬安徽）發動起義，自稱宋徽宗八世孫，號“小明王”，立國號為「宋」，年號「龍鳳」，部眾以紅巾為號，信奉彌勒佛，組織“紅巾軍”，但事洩，韓山童被捕殺。
  - 劉福通等首破潁州（今安徽阜陽），佔領豫皖重鎮；芝麻李、彭大在徐州起事；郭子興在濠州（今安徽鳳陽）起事；彭瑩玉、徐壽輝等在湖北起事，徐壽輝稱帝，國號天完；王權在南陽地區的「北瑣紅軍」、孟海滿在荊州襄陽一帶的「南瑣紅軍」等，均稱紅巾起義。
  - 制作了一对现存至正型元青花龙纹大瓶。几乎囊括元青花绘画内容的全部（除人物外）。成了公认的“至正型”元青花断代标准器。

瑞士
- 苏黎世加入瑞士。
- 西班牙
  - 第一次卡斯提爾王位繼承戰爭爆發

## 逝世
- 韩山童，白莲教领导人（1313出生）
- 帖睦爾普化，高昌回鶻亦都護紐林·的斤之子，高昌王，元朝丞相。
- 3月20日——穆罕默德·賓·圖格盧克德里蘇丹國的突厥裔蘇丹，圖格魯克王朝創建者吉亞斯·烏德·丁·圖格魯克（Ghiyath al-Din Tughluq）的長子。